# 本町 (福生市)
本町（ほんちょう）は、東京都福生市の町名。郵便番号は197-0022（あきる野郵便局管区）。

## 地理
福生駅の南側に位置し、市役所が設置されている福生市の行政上の中心である。福生、志茂と隣接する。

## 歴史
1949年（昭和24年）6月11日、大字福生の一部より成立。

## 世帯数と人口
2018年（平成30年）1月1日現在の世帯数と人口は以下の通りである。
| 町丁 | 世帯数  | 人口    |
| ---- | ------- | ------- |
| 本町 | 945世帯 | 1,565人 |

## 交通

### 鉄道
- JR東日本青梅線 - 福生駅（本町137）

### 道路
- 東京都道29号立川青梅線（新奥多摩街道）
- 東京都道165号伊奈福生線
- 東京都道166号瑞穂あきる野八王子線

## 施設
行政機関
- 福生市役所（本町5）

郵便局
- 福生郵便局（本町77-2）

商業施設
- 金融機関
  - 青梅信用金庫福生支店（本町76-3）
  - 多摩信用金庫福生支店（本町24）
  - 西多摩農業協同組合福生支店（本町16）
- スーパーマーケット
  - いなげや福生銀座店（本町54）
- ディスカウントストア・量販店
  - ウェルパーク（ドラッグストア） 福生本町店（本町24-1）
  - コジマ×ビックカメラ福生店（家電）（本町36-1）
  - TSUTAYA 福生店（レンタルビデオ・書店）（本町36）
- 外食
  - サンマルク（ベーカリーレストラン）福生店（本町36）
  - 引地屋食堂（和食）（本町107）
  - ぎょうざの満洲（中華料理）福生西口店（福生市本町142）
  - 吉野家（ファーストフード）福生店（本町49-6）
  - ベックスコーヒーショップ福生店（本町137、福生駅構内）
  - 3.14バール（イタリアン）（本町105）
- コンビニエンスストア
  - セブンイレブン福生西口店（本町142）
  - サンクス福生本町店（本町41-4）
- その他の商業施設
  - 武陽ガス（都市ガス）（本町17-1）

その他
- 福生市観光案内所「まちなかおもてなしステーション『くるみるふっさ』」（本町23）
- 商工会館（本町18）
- 市営福生駅西口駐車場（本町92-1）